# 제94회 아카데미상
제94회 아카데미상(94th Academy Awards) 시상식은 영화 예술 과학 아카데미가 주관하는 시상식으로, 2021년 3월 1일 이후에 개봉한 최고의 영화를 기린다. 2022년 3월 27일 미국 캘리포니아주 로스엔젤레스 할리우드 돌비 극장에서 열렸다.
본래 아카데미상은 2월 말에 개최되는 것이 관례였으나 2022년 동계 올림픽 중계와 시상식장 인근 캘리포니아주 잉글우드에서 개최되는 제56회 슈퍼볼 행사로 3월 말로 연기되었다. 아카데미 측은 23개 후보 부문의 대상자격은 2021년 3월 1일부터 12월 31일까지 개봉한 영화들을 대상으로 한다고 밝혔다. 시상식은 미국 ABC가 생중계하였으며 윌 파커, 셰일라 코완이 프로듀서를, 글렌 바이스가 감독을 맡았다. 진행자로는 배우 레지나 홀, 에이미 슈머, 완다 사이크스가 처음으로 나섰다. 시상식 이틀 전에는 오베이션 할리우드 종합단지의 레이 돌비 볼룸에서 제12회 가버너스상 시상식을 개최하였다.
올해 아카데미 대표수상작은 《코다》로 작품상을 비롯해 3부문을 수상했다. 다른 수상작으로는 《듄》이 6부문 수상, 《타미 페이의 눈》이 2부문 수상, 《벨파스트》, 《크루엘라》, 《드라이브 마이 카》, 《엔칸토: 마법의 세계》, 《킹 리차드》, 《롱 굿바이》, 《노 타임 투 다이》, 《파워 오브 도그》, 《농구의 여왕》, 《소울, 영혼, 그리고 여름》, 《웨스트 사이드 스토리》, 《더 윈드실드 와이퍼》가 각각 1부문을 수상하였다. 이번 아카데미상 생중계의 미국 내 시청자 규모는 1662만 명을 기록하였다.

## 수상 및 후보 목록
2022년 2월 8일 제94회 아카데미상의 후보작 발표가 진행되었다. 레즐리 조던과 트레이시 엘리스 로스가 진행하였다. 《파워 오브 도그》가 전 12부문에 이름을 올렸고, 《듄》이 10부문 후보로 올라 그 뒤를 이었다. 수상작은 3월 27일 시상식 진행 현장에서 부문별로 발표되었다.
아카데미 작품상은 《코다》에게 돌아갔다. OTT 서비스로 배급된 작품 중에서는 최초의 사례이자, 실제 청각장애인을 주연으로 한 작품으로도 처음이다. 한편 《코다》는 전체 아카데미상 중에서 총 3부문에만 후보로 올랐는데, 1932년 《그랜드 호텔》 이래 가장 적게 후보로 오른 동시에, 감독상이나 편집상 후보로 오르지 않은 작품상 수상작이 되었다. 아울러 보조제작 부문에서도 후보로 오르지 않고서 작품상을 탄 사례로, 1980년 보통 사람들 이래 처음이다. 감독상은 《파워 오브 도그》의 제인 캠피언에게 돌아갔으며, 여성감독으로는 세번째 수상이다. 제인 캠피언이 감독상 후보에 오른 것은 1993년 《피아노》 이후 이번이 두번째로 여성감독으로는 최초 사례다. 한편 《파워 오브 도그》는 최다 부문 후보에도 불구하고 감독상만 수상하였는데 이는 1967년 영화 《졸업》 이후 최초이다. 각본상은 《벨파스트》의 케네스 브래너가 수상하였다. 케네스 브래너는 이번 작품에서 감독, 프로듀서도 겸하여 감독상, 작품상 후보에도 올랐는데, 이로써 후보로 올라본 아카데미상 부문이 7부문을 기록한 첫 사례로 남게 되었다.
아카데미 남우조연상은 트로이 코처가 수상하였다. 청각장애인으로 남우조연상을 수상한 것은 이번이 최초이며, 전체 연기상으로 범위를 넓히면 두번째 사례로 남게 되었다. 여우조연상은 아리아나 더보즈가 수상하였으며, 라틴계 흑인 배우로는 최초, 공개적인 퀴어 배우로도 최초 수상 사례로 남았다. 아리아나 더보즈는 《웨스트 사이드 스토리》에서 애니타 역을 맡았는데 1961년 원작 영화에서 해당역을 연기한 리타 모레노 역시 여우주연상을 수상한 바 있다. 같은 배역을 다른 작품에서 각자 연기한 두 배우의 수상 사례로는 이번이 세 번째이다. 여우주연상은 《로스트 도터》에서 레다 카루소 역을 맡은 올리비아 콜먼이 수상하였다. 같은 영화에서 동일 배역을 맡은 제시 버클리는 여우조연상 후보에 올라, 한 작품 동일 배역의 주조연상 동시 후보로는 세번째 사례로 남게 되었다. 《나의 집은 어디인가》는 장편 애니메이션 작품상, 국제영화상, 장편 다큐멘터리 영화상에 동시에 후보로 오른 최초의 사례를 기록했다.

## 수상 목록
수상자는 굵은 글씨로 표시하였다.
| 작품상 | 감독상 |
| --- | --- |
| - 《코다》 - 필리프 루슬레, 파브리스 잔페르미, 패트릭 왁스버거 - 《벨파스트》 - 로라 버윅, 케네스 브래나, 베카 코바칙, 타마르 토머스 - 《돈 룩 업》 - 애덤 매케이, 케빈 메식 - 《드라이브 마이 카》 - 야마모토 데루히사 - 《듄》 - 메리 패런트, 드니 빌뇌브, 케일 보이터 - 《킹 리차드》 - 팀 화이트, 트레버 화이트, 윌 스미스 - 《리코리쉬 피자》 - 세라 머피, 애덤 섬너, 폴 토머스 앤더슨 - 《나이트메어 앨리》 - 기예르모 델토로, J. 마일스 데일, 브래들리 쿠퍼 - 《파워 오브 도그》 - 제인 캠피언, 태니아 서개치언, 에밀 셔먼, 이언 캐닝, 로제 프라피에 - 《웨스트 사이드 스토리》 - 스티븐 스필버그, 크리스티 마코스코 크리거 | - 제인 캠피언 - 《파워 오브 도그》 - 케네스 브래나 - 《벨파스트》 - 하마구치 류스케 - 《드라이브 마이 카》 - 폴 토머스 앤더슨 - 《리코리쉬 피자》 - 스티븐 스필버그 - 《웨스트 사이드 스토리》 |
| 남우주연상 | 여우주연상 |
| - 윌 스미스 - 《킹 리차드》의 리처드 윌리엄스 - 하비에르 바르뎀 - 《리카르도 가족으로 산다는 것》의 데시 아르나스 역 - 베네딕트 컴버배치 - 《파워 오브 도그》의 필 버뱅크 역 - 앤드루 가필드 - 《틱, 틱... 붐!》의 조너선 라슨 역 - 덴절 워싱턴 - 《맥베스의 비극》의 맥베스 역 | - 제시카 채스테인 - 《태미 페이의 눈》의 태미 페이 역 - 올리비아 콜먼 - 《로스트 도터》의 레다 카루소 역 - 페넬로페 크루스 - 《패러렐 마더스》의 하니스 마르티네스 모레노 역 - 니콜 키드먼 - 《리카르도 가족으로 산다는 것》의 루실 볼 역 - 크리스틴 스튜어트 - 《스펜서》의 웨일스 공작부인 다이애나 역 |
| 남우조연상 | 여우조연상 |
| - 트로이 코처 - 《코다》의 프랭크 로시 역 - 키어런 하인즈 - 《벨파스트》의 할아버지 역 - 제시 플레먼스 - 《파워 오브 도그》의 조지 버뱅크 역 - J. K. 시먼스 - 《리카르도 가족으로 산다는 것》의 윌리엄 프롤리 역 - 코디 스밋맥피 - 《파워 오브 도그》의 피터 고든 역 | - 아리아나 더보스 - 《웨스트 사이드 스토리》의 어니타 역 - 제시 버클리 - 《로스트 도터》의 레다 카루소 역 - 주디 덴치 - 《벨파스트》의 할머니 역 - 커스틴 던스트 - 《파워 오브 도그》의 로즈 고든 역 - 안저뉴 엘리스 - 《킹 리차드》의 브랜디 프라이스 역 |
| 각본상 | 각색상 |
| - 《벨파스트》 - 케네스 브래나 - 《돈 룩 업》 - 애덤 매케이 각본, 애덤 매케이, 데이비드 시로타 원안 - 《킹 리차드》 - 잭 베일린 - 《리코리쉬 피자》 - 폴 토머스 앤더슨 - 《사랑할 땐 누구나 최악이 된다》 - 에스킬 복트, 요아킴 트리에르 | - 《코다》 - 샨 헤이더(영화 《미라클 벨리에》 원작) - 《드라이브 마이 카》 - 하마구치 류스케, 오에 다카마사(무라카미 하루키의 소설 〈드라이브 마이 카〉 원작) - 《듄》 - 존 스페이츠, 드니 빌뇌브, 에릭 로스(프랭크 허버트의 소설 《듄》 원작) - 《로스트 도터》 - 매기 질런홀(엘레나 페란테의 소설 《잃어버린 사랑》 원작) - 《파워 오브 도그》 - 제인 캠피언(토머스 새비지의 소설 《파워 오브 도그》 원작) |
| 장편 애니메이션 작품상 | 국제영화상 |
| - 《엔칸토: 마법의 세계》 - 재러드 부시, 바이런 하워드, 이벳 메리노, 클라크 스펜서 - 《나의 집은 어디인가》 - 요나스 포헤르 라스무센, 모니카 헬스트룀, 시그네 뷔르게 쇠렌센, 샤를로트 드라구르네리 - 《루카》 - 엔리코 카사로사, 앤드리아 워런 - 《미첼 가족과 기계 전쟁》 - 마이크 리안다, 필 로드, 크리스토퍼 밀러, 커트 올브렉트 - 《라야와 마지막 드래곤》 - 돈 홀, 카를로스 로페스 에스트라다, 오스나트 슈레르, 피터 델베코 | - 《드라이브 마이 카》(일본, 일본어) - 감독 하마구치 류스케 - 《나의 집은 어디인가》(덴마크, 덴마크어) - 감독 요나스 포헤르 라스무센 - 《신의 손》(이탈리아, 이탈리아어) - 감독 파올로 소렌티노 - 《교실 안의 야크》(부탄, 종카어) - 감독 파우 초이닝 도르지 - 《사랑할 땐 누구나 최악이 된다》(노르웨이, 노르웨이어) - 감독 요아킴 트리에르                                                                 |
| 장편 다큐멘터리 영화상 | 단편 다큐멘터리 영화상 |
| - 《축제의 여름 (… 혹은 중계될 수 없는 혁명)》 - 퀘스트러브, 조지프 파텔, 로버트 파이볼런트, 데이비드 디너스틴 - 《중국몽》 - 제시카 킹던, 키라 사이먼케네디, 네이선 트루즈델 - 《아티카》 - 스탠리 넬슨, 트레이시 A. 커리 - 《나의 집은 어디인가》 - 요나스 포헤르 라스무센, 모니카 헬스트룀, 시그네 뷔르게 쇠렌센, 샤를로트 드라구르네리 - 《스마트폰으로 세상을 쏘다》 - 린투 토머스, 수시미트 고시 | - 〈더 퀸 오브 바스켓볼〉 - 벤 프라우드풋 - 〈오디블: 우리만의 암호〉 - 매슈 오건스, 제프 매클레인 - 〈나의 집은 어디인가〉(Lead Me Home) - 페드루 쿠스, 존 솅크 - 〈베나지르를 위한 세 개의 노래〉 - 엘리자베스 미르자이, 굴리스탄 미르자이 - 〈웬 위 워 불리스〉 - 제이 로즌블랫 |
| 단편 영화상 | 단편 애니메이션 작품상 |
| - The Long Goodbye- 아닐 카리아, 리즈 아메드 - Ala Kachuu - Take, Run - 마리아 브렌들, 나딘 뤼힝거 - The Dress- 타데우시 위시아크, 마치에이 실레시츠키 - On My Mind- 마르틴 스트랑에한센, 킴 망누손 - Please Hold- K. D. 다빌라, 레빈 마넥세 | - 〈윈드실드 와이퍼〉 - 알베르토 미엘고, 리오 산체스 - 〈예술에 관하여〉 - 조애나 퀸, 레스 밀스 - 〈베스티아〉 - 우고 코바루비아스, 테보 디아스 - 〈박스발레〉 - 안톤 댜르코프 - 《로빈 로빈》 - 댄 오이아리, 마이키 플리즈 |
| 음악상 | 주제가상 |
| - 《듄》 - 한스 치머 - 《돈 룩 업》 - 니컬러스 브리텔 - 《엔칸토: 마법의 세계》 - 저메인 프랭코 - 《패러렐 마더스》 - 알베르토 이글레시아스 - 《파워 오브 도그》 - 조니 그린우드 | - "No Time to Die" (빌리 이일리시, 피니어스 오코널) - 《007 노 타임 투 다이》 - "Be Alive" (비욘세) - 《킹 리차드》 - "Dos Oruguitas" (린마누엘 미란다) - 《엔칸토: 마법*의 세계》 - "Down to Joy" (밴 모리슨) - 《벨파스트》 - "Somehow You Do" (다이앤 워런) - 《Four Good Days》 |
| 음향편집상 | 미술상 |
| - 《듄》 - 맥 루스, 마크 맨지니, 시오 그린, 더그 헴필, 론 바틀렛 - 《벨파스트》 - 데니즈 야드, 사이먼 체이스, 제임스 매더, 니브 아디리 - 《007 노 타임 투 다이》 - 사이먼 헤이스, 올리버 타니, 제임스 해리슨, 폴 매시, 마크 테일러 - 《파워 오브 도그》 - 리처드 플린, 로버트 매켄지, 타라 웨브 - 《웨스트 사이드 스토리》 - 토드 A. 메이틀런드, 게리 리드스트럼, 브라이언 첨니, 앤디 넬슨, 숀 머피 | - 《듄》 - 파트리스 베르메트(프로덕션 디자인), 주자나 시포스(세트 구성) - 《나이트메어 앨리》 - 터마라 데버렐(프로덕션 디자인), 셰인 비오(세트 구성) - 《파워 오브 도그》 - 그랜트 메이저(프로덕션 디자인), 앰버 리처즈(세트 구성) - 《맥베스의 비극》 - 스테펀 드샹(프로덕션 디자인), 낸시 헤이그(세트 구성) - 《웨스트 사이드 스토리》 - 애덤 스톡하우젠(프로덕션 디자인), 레나 데안젤로(세트 구성)        |
| 촬영상 | 분장상 |
| - 《듄》 - 그레그 프레이저 - 《나이트메어 앨리》 - 단 라우스트센 - 《파워 오브 도그》 - 아리 웨그너 - 《맥베스의 비극》 - 브뤼노 델보넬 - 《웨스트 사이드 스토리》 - 야누시 카민스키 | - 《태미 페이의 눈》 - 린다 다우즈, 스테퍼니 잉그럼, 저스틴 레일리 - 《커밍 2 아메리카》 - 마이크 머리노, 스테이시 모리스, 칼라 파머 - 《크루엘라》 - 나디아 스테이시, 나오미 돈, 줄리아 버넌 - 《듄》 - 도널드 모왓, 러브 라슨, 에바 본바르 - 《하우스 오브 구찌》 - 예란 룬스트룀, 애나 칼린 록, 프레더릭 아스피라스                                                                                       |
| 의상상 | 편집상 |
| - 《크루엘라》 - 제니 비번 - 《시라노》 - 마시모 칸티니 파리니, 재클린 더런 - 《듄》 - 재클린 웨스트, 로버트 모건 - 《나이트메어 앨리》 - 루이스 세케이라 - 《웨스트 사이드 스토리》 - 폴 태즈웰 | - 《듄》 - 조 워커 - 《돈 룩 업》 - 행크 코윈 - 《킹 리차드》 - 패멀라 마틴 - 《파워 오브 도그》 - 피터 시베라스 - 《틱, 틱... 붐!》 - 마이런 커스틴, 앤드루 와이스블룸 |
| 시각효과상 | |
| - 《듄》 - 폴 램버트, 트리스턴 마일스, 브라이언 코너, 게르트 네프처 - 《프리 가이》 - 스벤 길버그, 브라이언 그릴, 니코스 칼라이치디스, 댄 수딕 - 《007 노 타임 투 다이》 - 찰리 노블, 조엘 그린, 조너선 포크너, 크리스 코볼드 - 《샹치와 텐 링즈의 전설》 - 크리스토퍼 타운젠드, 조 패럴, 숀 노엘 워커, 댄 올리버 - 《스파이더맨: 노 웨이 홈》 - 켈리 포트, 크리스 웨이그너, 스콧 에덜스틴, 댄 수딕 | |

### 거버너스상
2022년 3월 25일 아카데미 주최로 제12회 거버너스상이 열렸다. 수상자와 수상 이유는 다음과 같다.

#### 명예 아카데미상
- 새뮤얼 잭슨 – "장르와 세대를 뛰어넘어 전세계 관객들에게 역동적인 연기로 반향을 불러일으킴"[5]
- 엘렌 메이 – "작가, 감독, 연기자, 선구자로서 코믹한 스파크로 우리 모두를 비추어 줌"[5]
- 리브 울맨 – "깊은 인상을 주는 스크린 배역과 인간의 심리를 탐구하는 평생의 헌신을 기려"[5]

#### 진 허숄트 박애상
- 대니 글로버 – "수십 년간 정의와 인권을 지지하는 마음이, 스크린 안팎에서 우리 모두가 공유하는 인간성을 인식토록 하려는 그의 헌신으로 반영됨"[5]

## 독점 방송사
- 미국 - ABC
- 대한민국 - TV CHOSUN (OCN 별도 녹화 방송)
- 일본 - WOWOW
- 대만 - 타이완 텔레비전 공사
- 말레이시아 - 아스트로리아
- 싱가포르 - 채널 5

### 내용주
1. ↑  코처의 남우주연상 수상에 앞서 1986년 작은 신의 아이들의 말리 매틀린이 여우주연상을 수상한 사례가 있다..[15]
2. ↑  첫번째 수상 사례는 말론 브랜도와 로버트 드니로이다. 말론 브랜도는 1972년 《대부》에서 비토 콜리오네를 맡아 남우주연상을 수상하였고, 로버트 드 니로는 1974년 《대부 2》에서 비토 콜리오네의 젊은 시절을 연기해 역시 남우주연상을 수상했다. 두번째 사례는 조커를 연기한 히스 레저와 호아킨 피닉스로, 히스 레저는 2008년 《다크 나이트》에 출연, 호아킨 피닉스는 2019년 《조커》에 출연하여 모두 남우주연상을 수상했다.[16]
3. ↑  1997년 《타이타닉》에서 로즈 드윗 뷰케이터 역에 케이트 윈슬렛과 글로리아 스튜어트가 출연하고 후보에 올라 이 기록을 처음 세웠으며, 2001년 《아이리스》의 아이리스 머도치 역으로 출연한 케이트 윈슬렛과 주디 덴치가 두번째 기록을 세웠다.[17]